# Karl Kysela

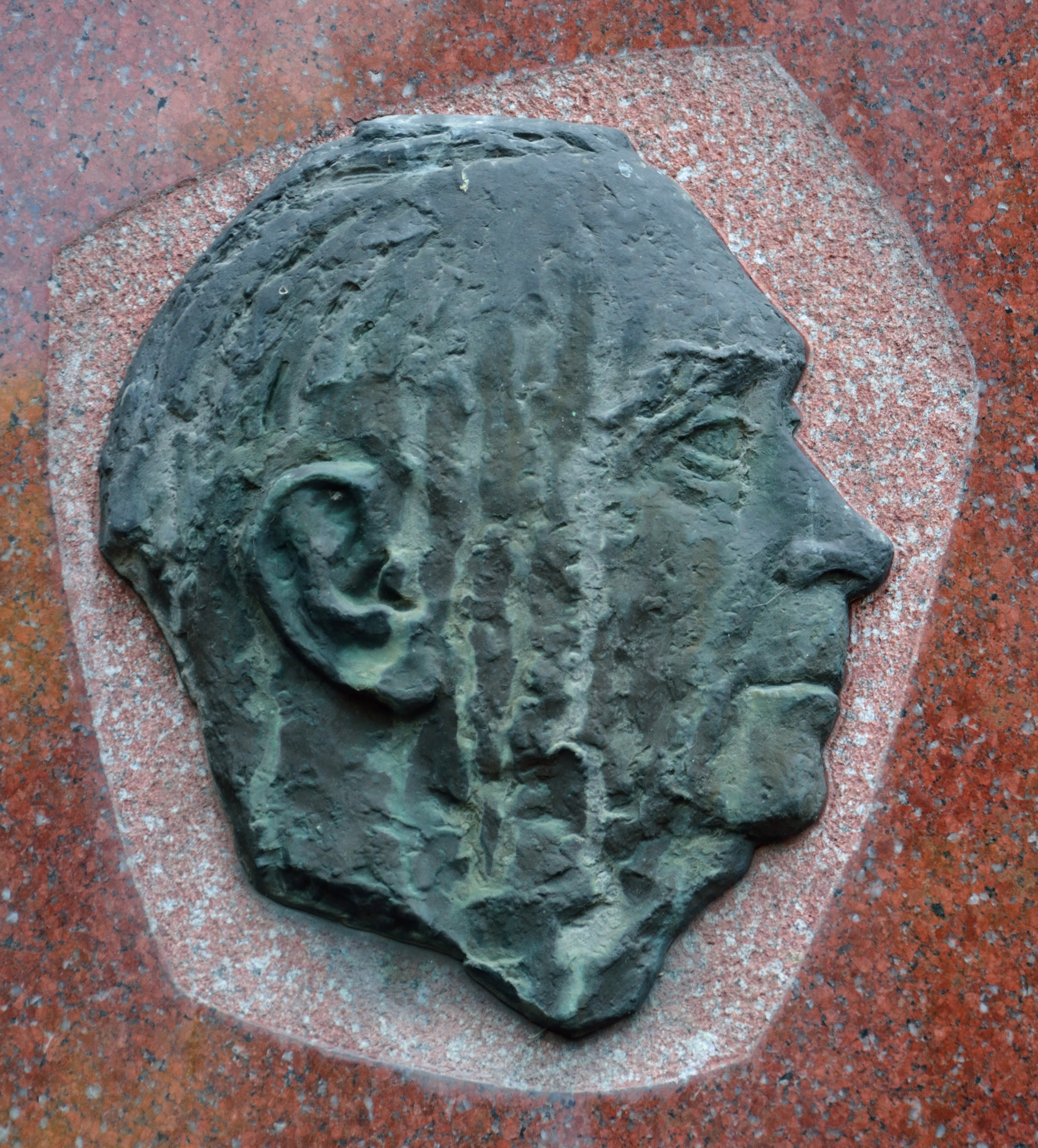
Profilrelief von Karl Kysela am Karl-Kysela-Hof in Wien-Ottakring

Karl Kysela (* 1. Jänner 1901 in Wien; † 2. Dezember 1967 ebenda) war ein österreichischer Politiker (SPÖ) und Schriftsetzer. Er war von 1945 bis 1962 Abgeordneter zum Österreichischen Nationalrat.
Kysela besuchte fünf Klassen einer Volksschule und danach drei Klassen einer Bürgerschule. Zudem besuchte er drei Klassen einer Fortbildungsschule. Er erlernte den Beruf des Schriftsetzers und war zunächst in seinem erlernten Beruf tätig. Später wurde er Sekretär bei der Gemeinde Wien. Politisch engagierte er sich als Mitglied der Revolutionären Sozialisten und vertrat die Sozialdemokratische Partei vom 19. Dezember 1945 bis zum 14. Dezember 1962 im Nationalrat.